# Salavat Ioulaïev Oufa
Le Salavat Ioulaïev Oufa (en russe : Салават Юлаев Уфа) est un club de hockey sur glace professionnel de Russie, localisé à Oufa. Il évolue dans la KHL.

## Historique
Le club a été fondé en 1957 sous le nom de Troud Oufa. En 1959, il est renommé Gastello Oufa. En 1962, il prend le du nom d'un héros national bachkir Salavat Ioulaïev originaire d'Oufa pour devenir le Salavat Ioulaïev Oufa. En 1993, la refonte du championnat élite russe permet au Salavat Ioulaïev d'intégrer cette compétition. En 2008, le club entraîné par Sergueï Mikhaliov remporte son premier titre de champion national. La saison suivante, le club est un des membres original de la Ligue continentale de hockey, une nouvelle compétition en Eurasie. Elle signe alors une affiliation avec le Toros Neftekamsk de la Vyschaïa Liga.

## Palmarès
- Vainqueur de la Coupe Gagarine : 2011.
- Vainqueur de la Coupe du Continent : 2010.
- Vainqueur de la Superliga : 2008.
- Vainqueur de la Vyschaïa liga : 1992.
- Vainqueur du second échelon d'URSS : 1978, 1980, 1982, 1985.
- Vainqueur de la Coupe de la Fédération : 1995.

## Saisons après saisons
Note: PJ : parties jouées, V : victoires, VP: victoires en prolongation, VF: victoires en fusillade, D : défaites, N : matchs nuls, DP : défaite en prolongation, DTF : défaite en fusillade, Pts : Points, BP : buts pour, BC : buts contre.

### Saisons en élite russe
| Saison    | PJ | V  | VP | N  | DP | D  | BP  | BC  | Pts | Classement                                   | Séries éliminatoires |
| --------- | -- | -- | -- | -- | -- | -- | --- | --- | --- | -------------------------------------------- | --- |
| 1991-1992 | 36 | 24 | -  | 4  | -  | 8  | 145 | 82  | 52  | 1er/10 place de la zone est de la division 2 | 4e/4 de la zone 3 du tournoi de classement |
| 1992-1993 | 42 | 22 | -  | 6  | -  | 14 | 147 | 107 | 50  | 4e/12 place de la conférence est             | Torpedo Iarosavl 2-0 (huitième de finale) |
| 1993-1994 | 46 | 28 | -  | 6  | -  | 12 | 171 | 104 | 62  | 4e/24 place                                  | CSKA Moscou 2-1 (huitième de finale) SKA Saint-Pétersbourg 2-1 (quart de finale)                                                                  |
| 1994-1995 | 52 | 31 | -  | 11 | -  | 10 | 219 | 126 | 73  | 4e/14 place de la conférence est             | Ak Bars Kazan 2-0 (huitième de finale) Torpedo Iarosavl 3-0 (quart de finale) Dynamo Moscou 2-1 (demi-finale)                                     |
| 1995-1996 | 52 | 36 | -  | 6  | -  | 10 | 181 | 91  | 83  | 4e/28 place                                  | Pas de séries éliminatoires |
| 1996-1997 | 38 | 17 | -  | 6  | -  | 15 | 116 | 97  | 40  | 7e/20 place de la poule finale               | Pas de séries éliminatoires |
| 1997-1998 | 46 | 15 | -  | 6  | -  | 25 | 108 | 128 | 36  | 19e/20 place de la poule finale              | Pas de séries éliminatoires |
| 1998-1999 | 42 | 14 | -  | 11 | -  | 17 | 98  | 113 | 39  | 9e/22 place                                  | Molot Prikamie Perm 3-1 (huitième de finale) |
| 1999-2000 | 38 | 6  | 2  | 6  | 2  | 22 | 78  | 107 | 30  | 17e/20 place                                 | 2e/8 de la poule de promotion/maintien |
| 2000-2001 | 34 | 11 | 3  | 7  | 1  | 12 | 76  | 85  | 47  | 12e/18 place                                 | 5e/6 de qualification pour les séries |
| 2001-2002 | 51 | 21 | 2  | 6  | 0  | 22 | 126 | 127 | 73  | 9e/18 place                                  | Non qualifié |
| 2002-2003 | 51 | 20 | 3  | 9  | 2  | 17 | 107 | 87  | 77  | 8e/18 place                                  | Lokomotiv Iaroslavl 3-0 (huitième de finale) |
| 2003-2004 | 60 | 24 | 0  | 7  | 2  | 27 | 134 | 140 | 81  | 9e/16 place                                  | Non qualifié |
| 2004-2005 | 60 | 19 | 1  | 7  | 2  | 31 | 114 | 156 | 68  | 13e/16 place                                 | Non qualifié |
| 2005-2006 | 51 | 21 | 0  | 11 | 2  | 17 | 128 | 110 | 76  | 7e/18 place                                  | HK Spartak Moscou 3-0 (huitième-finale) Ak Bars Kazan 3-0 (quart-finale)                                                                          |
| 2006-2007 | 54 | 30 | 1  | 12 | 1  | 10 | 152 | 108 | 105 | 3e/19 place                                  | SKA Saint-Pétersbourg 3-0 (huitième-finale) CSKA Moscou 3-2 (quart-finale)                                                                        |
| 2007-2008 | 57 | 37 | 5  | -  | 4  | 11 | 183 | 119 | 125 | 1er/20 place                                 | Amour Khabarovsk 3-1 (huitième-finale) Severstal Tcherepovets 3-0 (quart-finale) Ak Bars Kazan 3-1 (demi-finale) Lokomotiv Iaroslavl 3-2 (finale) |

### Saisons en KHL
| Saison    | PJ | V  | VP | VTB | D  | DP | DTB | BP  | BC  | Pts | Classement | Séries éliminatoires |
| --------- | -- | -- | -- | --- | -- | -- | --- | --- | --- | --- | ---------- | --- |
| 2008-2009 | 56 | 38 | 4  | 1   | 8  | 2  | 3   | 203 | 116 | 129 | 1e/24      | Avangard Omsk 3-1 (huitième de finale) |
| 2009-2010 | 56 | 37 | 4  | 3   | 8  | 1  | 3   | 215 | 116 | 129 | 1e/24      | Avtomobilist Iekaterinbourg 3-1 (huitième de finale) Neftekhimik Nijnekamsk 4-2 (quart de finale) Ak Bars Kazan 4-2 (quart de finale)                    |
| 2010-2011 | 54 | 29 | 5  | 4   | 12 | 0  | 4   | 210 | 144 | 109 | 2e/23      | Sibir Novossibirsk 4-0 (huitième de finale) Ak Bars Kazan 4-1 (quart de finale) Metallourg Magnitogorsk 4-3 (demi-finale) Atlant Mytichtchi 4-1 (finale) |
| 2011-2012 | 54 | 23 | 3  | 4   | 18 | 1  | 5   | 173 | 152 | 89  | 8e/23      | Ak Bars Kazan 4-2 (huitième de finale) |
| 2012-2013 | 52 | 24 | 2  | 3   | 17 | 0  | 6   | 148 | 140 | 88  | 9e/26      | Metallourg Magnitogorsk 4-3 (huitième de finale) Ak Bars Kazan 4-3 (quart de finale)                                                                     |
| 2013-2014 | 54 | 25 | 3  | 3   | 16 | 3  | 4   | 155 | 140 | 94  | 8e/28      | Torpedo Nijni Novgorod 4-3 (huitième de finale) Barys 4-2 (quart de finale) Metallourg Magnitogorsk 4-1 (demi-finale)                                    |
| 2014-2015 | 60 | 25 | 2  | 1   | 27 | 1  | 4   | 158 | 173 | 86  | 14e/28     | Metallourg Magnitogorsk 1-4 (huitième de finale) |
| 2015-2016 | 60 | 29 | 3  | 2   | 22 | 3  | 1   | 179 | 156 | 101 | 9e/28      | Ak Bars Kazan 4-3 (huitième de finale) Avangard Omsk 4-3 (quart de finale) Metallourg Magnitogorsk 1-4 (quart de finale)                                 |
| 2016-2017 | 60 | 21 | 2  | 4   | 20 | 3  | 10  | 169 | 174 | 88  | 15e/29     | Ak Bars Kazan 1-4 (huitième de finale) |
| 2017-2018 | 56 | 26 | 4  | 1   | 20 | 2  | 3   | 151 | 139 | 93  | 10e/27     | Avangard Omsk 4-3 (huitième de finale) Traktor Tcheliabinsk 3-4 (quart de finale)                                                                        |
| 2018-2019 | 62 | 24 | 6  | 1   | 21 | 5  | 5   | 158 | 140 | 72  | 11e/25     | Metallourg Magnitogorsk 4-2 (huitième de finale) Avtomobilist Iekaterinbourg 4-1 (quart de finale) Avangard Omsk 2-4 (quart de finale)                   |
| 2019-2020 | 62 | 23 | 5  | 1   | 23 | 2  | 8   | 153 | 144 | 68  | 12e/24     | Avangard Omsk 4-2 (huitième de finale) · Non disputé Ak Bars Kazan (quart de finale)                                                                     |
| 2020-2021 | 60 | 28 | 5  | 5   | 17 | 4  | 1   | 181 | 151 | 81  | 8e/23      | Traktor Tcheliabinsk 4-1 (huitième de finale) Ak Bars Kazan 0-4 (quart de finale)                                                                        |
| 2021-2022 | 45 | 24 | 3  | 1   | 11 | 3  | 3   | 131 | 96  | 62  | 9e/24      | Sibir Novossibirsk 4-1 (huitième de finale) Traktor Tcheliabinsk 2-4 (quart de finale)                                                                   |
| 2022-2023 | 68 | 28 | 6  | 4   | 20 | 3  | 7   | 174 | 141 | 86  | 7e/22      | Admiral Vladivostok 2-4 (huitième de finale) |
| 2023-2024 | 68 | 36 | 4  | 2   | 20 | 4  | 2   | 196 | 143 | 90  | 9e/23      | Traktor Tcheliabinsk 2-4 (huitième de finale) |
| 2024-2025 | 68 | 33 | 6  | 6   | 20 | 2  | 1   | 212 | 159 | 93  | 3e/23      | Sibir Novossibirsk 4-3 (huitième de finale) HK Spartak Moscou 4-3 (quart de finale) Lokomotiv Iaroslavl 1-4 (demi-finale)                                |